# Norvégia az 1932. évi téli olimpiai játékokon
Norvégia az egyesült államokbeli Lake Placidben megrendezett 1932. évi téli olimpiai játékok egyik részt vevő nemzete volt. Az országot az olimpián 5 sportágban 19 sportoló képviselte, akik összesen 10 érmet szereztek.

## Érmesek
| Érem  | Versenyző            | Sportág          | Versenyszám        |
| ----- | -------------------- | ---------------- | ------------------ |
| Arany | Johan Grøttumsbråten | Északi összetett | Egyéni             |
| Arany | Sonja Henie          | Műkorcsolya      | Női egyéni         |
| Arany | Birger Ruud          | Síugrás          | Egyéni, normálsánc |
| Ezüst | Ole Stenen           | Északi összetett | Egyéni             |
| Ezüst | Bernt Evensen        | Gyorskorcsolya   | Férfi 500 m        |
| Ezüst | Ivar Ballangrud      | Gyorskorcsolya   | Férfi 10 000 m     |
| Ezüst | Hans Beck            | Síugrás          | Egyéni, normálsánc |
| Bronz | Hans Vinjarengen     | Északi összetett | Egyéni             |
| Bronz | Arne Rustadstuen     | Sífutás          | Férfi 50 km        |
| Bronz | Kåre Walberg         | Síugrás          | Egyéni, normálsánc |

## Északi összetett
| Versenyző            | Sífutás | Sífutás | Sífutás | Síugrás  | Síugrás  | Síugrás  | Síugrás  | Síugrás | Síugrás | Összesítés | Összesítés |
| Versenyző            | Sífutás | Sífutás | Sífutás | 1. ugrás | 1. ugrás | 2. ugrás | 2. ugrás | Össz.   | Össz.   | Összesítés | Összesítés |
| Versenyző            | Idő     | Pont    | Hely.   | Távolság | Pont     | Távolság | Pont     | Pont    | Hely.   | Pont       | Helyezés   |
| -------------------- | ------- | ------- | ------- | -------- | -------- | -------- | -------- | ------- | ------- | ---------- | ---------- |
| Johan Grøttumsbråten | 1:27:15 | 240,0   | 1.      | 51,0     | 103,2    | 50,0     | 102,8    | 206,0   | 6.      | 446,00     |            |
| Sverre Kolterud      | 1:34:36 | 204,0   | 7.      | 57,0     | 106,8    | 55,5     | 107,8    | 214,6   | 5.      | 418,60     | 4.         |
| Ole Stenen           | 1:28:05 | 235,8   | 2.      | 48,0     | 98,0     | 52,0     | 102,3    | 200,3   | 12.     | 436,05     |            |
| Hans Vinjarengen     | 1:32:40 | 213,0   | 4.      | 54,0     | 105,6    | 62,0     | 116,0    | 221,6   | 2.      | 434,60     |            |

## Gyorskorcsolya

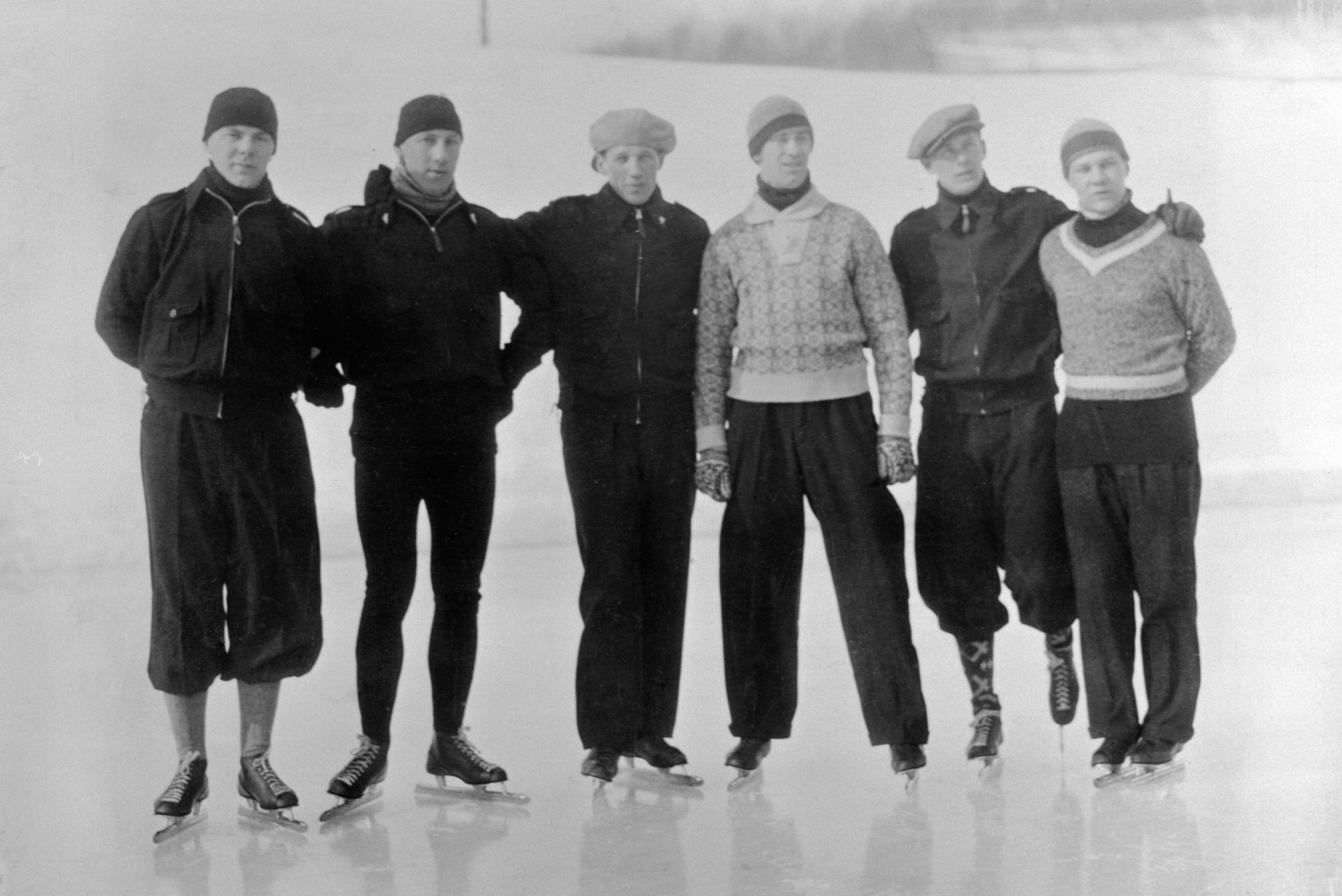
Hans Engnestangen, Ivar Ballangrud, Michael Staksrud, Erling Lindboe, Haakon Pedersen, Bernt Evensen.

| Versenyző         | Versenyszám | Előfutam       | Előfutam      | Döntő          | Döntő    |
| Versenyző         | Versenyszám | Idő            | Hely.         | Idő            | Helyezés |
| ----------------- | ----------- | -------------- | ------------- | -------------- | -------- |
| Ivar Ballangrud   | 1500 m      | idő nem ismert | 3.            | kiesett        | kiesett  |
| Ivar Ballangrud   | 5000 m      | idő nem ismert | 3.            | idő nem ismert | 5.       |
| Ivar Ballangrud   | 10 000 m    | idő nem ismert | 2.            | idő nem ismert |          |
| Hans Engnestangen | 500 m       | idő nem ismert | 5.            | kiesett        | kiesett  |
| Hans Engnestangen | 1500 m      | idő nem ismert | 4.            | kiesett        | kiesett  |
| Hans Engnestangen | 10 000 m    | idő nem ismert | 6.            | kiesett        | kiesett  |
| Bernt Evensen     | 500 m       | 45,3           | 1.            | idő nem ismert |          |
| Bernt Evensen     | 1500 m      | idő nem ismert | 3.            | kiesett        | kiesett  |
| Bernt Evensen     | 5000 m      | 10:01,4        | 1.            | idő nem ismert | 6.       |
| Bernt Evensen     | 10 000 m    | idő nem ismert | 3.            | idő nem ismert | 6.       |
| Erling Lindboe    | 500 m       | idő nem ismert | 4.            | kiesett        | kiesett  |
| Erling Lindboe    | 5000 m      | idő nem ismert | 5.            | kiesett        | kiesett  |
| Haakon Pedersen   | 500 m       | idő nem ismert | 4.            | kiesett        | kiesett  |
| Michael Staksrud  | 1500 m      | idő nem ismert | 3.            | kiesett        | kiesett  |
| Michael Staksrud  | 5000 m      | nem ért célba  | nem ért célba | kiesett        | kiesett  |
| Michael Staksrud  | 10 000 m    | nem ért célba  | nem ért célba | kiesett        | kiesett  |

## Műkorcsolya
| Versenyző   | Versenyszám | Kötelező elemek   | Kötelező elemek | Kűr               | Kűr   | Összesítés                     | Összesítés                     | Összesítés                     | Összesítés                     | Összesítés                     | Összesítés                     | Összesítés                     | Összesítés        | Összesítés  | Összesítés | Összesítés |
| Versenyző   | Versenyszám | Kötelező elemek   | Kötelező elemek | Kűr               | Kűr   | Helyezési pontszámok bírónként | Helyezési pontszámok bírónként | Helyezési pontszámok bírónként | Helyezési pontszámok bírónként | Helyezési pontszámok bírónként | Helyezési pontszámok bírónként | Helyezési pontszámok bírónként | Több. hely. száma | Hely. össz. | Pont       | Helyezés   |
| Versenyző   | Versenyszám | Több. hely. száma | Hely.           | Több. hely. száma | Hely. | 1                              | 2                              | 3                              | 4                              | 5                              | 6                              | 7                              | Több. hely. száma | Hely. össz. | Pont       | Helyezés   |
| ----------- | ----------- | ----------------- | --------------- | ----------------- | ----- | ------------------------------ | ------------------------------ | ------------------------------ | ------------------------------ | ------------------------------ | ------------------------------ | ------------------------------ | ----------------- | ----------- | ---------- | ---------- |
| Sonja Henie | Női egyéni  | 6×1+              | 1.              | 7×1+              | 1.    | 1,0                            | 1,0                            | 1,0                            | 1,0                            | 1,0                            | 1,0                            | 1,0                            | 7×1+              | 7,0         | 2302,5     |            |

## Sífutás
| Versenyző            | Versenyszám | Eredmény      | Helyezés      |
| -------------------- | ----------- | ------------- | ------------- |
| Arne Rustadstuen     | 50 km       | 4:31:53       |               |
| Arne Rustadstuen     | 18 km       | 1:27:06       | 5.            |
| Johan Grøttumsbråten | 18 km       | 1:27:15       | 6.            |
| Kristian Hovde       | 18 km       | 1:32:48       | 13.           |
| Ole Stenen           | 18 km       | 1:28:05       | 8.            |
| Ole Stenen           | 50 km       | nem ért célba | nem ért célba |
| Ole Hegge            | 50 km       | 4:32:04       | 4.            |
| Sigurd Vestad        | 50 km       | 4:32:40       | 5.            |

## Síugrás
| Versenyző    | 1. ugrás | 1. ugrás | 1. ugrás | 2. ugrás | 2. ugrás | 2. ugrás | Összesítés | Összesítés |
| Versenyző    | Távolság | Pont     | Hely.    | Távolság | Pont     | Hely.    | Pont       | Helyezés   |
| ------------ | -------- | -------- | -------- | -------- | -------- | -------- | ---------- | ---------- |
| Hans Beck    | 71,5     | 116,5    | 1.       | 63,5     | 110,5    | 4.       | 227,0      |            |
| Birger Ruud  | 66,5     | 113,9    | 2.       | 69,0     | 114,2    | 1.       | 228,1      |            |
| Sigmund Ruud | 63,0     | 107,2    | 5.       | 62,5     | 107,9    | 8.       | 215,1      | 7.         |
| Kåre Walberg | 62,5     | 108,9    | 4.       | 64,0     | 110,6    | 3.       | 219,5      |            |

* - egy másik versenyzővel azonos eredményt ért el